# Tamura Taijirō
Tamura Taijirō (jap. 田村 泰次郎; * 30. November 1911 in Yokkaichi; † 2. November 1983) war ein japanischer Schriftsteller.
Tamura studierte Literatur an der Waseda-Universität und war bereits vor dem Zweiten Weltkrieg als Schriftsteller etabliert. Während des Krieges war er fünf Jahre Soldat in China. Mit Romanen wie Nikutai no Mon (肉体の門, „Tor des Fleisches“, 1947) und Shunpuden (春婦伝, „Geschichte einer Prostituierten“, 1947), in dem er das Schicksal einer koreanischen Prostituierten in der japanischen Armee erzählte, wurde Tamura zum bedeutendsten Vertreter des nikutai bungaku („Literatur des Fleisches“), einer Strömung der modernen japanischen Literatur, die sich durch tiefe Skepsis gegenüber philosophischen und ideologischen Systemen auszeichnete. Beide genannten Romane wurden in Japan mehrfach verfilmt.